# Lozinghem
Lozinghem – miejscowość i gmina we Francji, w regionie Hauts-de-France, w departamencie Pas-de-Calais.
Według danych na rok 1990 gminę zamieszkiwało 1055 osób, a gęstość zaludnienia wynosiła 491 osób/km² (wśród 1549 gmin regionu Nord-Pas-de-Calais Lozinghem plasuje się na 542. miejscu pod względem liczby ludności, natomiast pod względem powierzchni na miejscu 899.).